# Поворотный момент (телесериал)
«Поворотный момент» (англ. Pivoting) — американская комедия от Лиз Астроф и американского телеканала FOX. Премьера сериала состоится 9 января 2022 года.
13 мая 2022 года телеканал FOX закрыл телесериал после одного сезона.

## Сюжет
История о трех женщинах, у которых умирает лучшая подруга детства. Столкнувшись с реальностью, что жизнь коротка, в отчаянных попытках найти счастье, они принимают ряд импульсивных, опрометчивых и потакающих своим желаниям решений, укрепляя свою связь, доказывая, что никогда не поздно испортить свою жизнь.

## В ролях

### Основной состав
- Элиза Куп
- Томми Дьюи
- Джиннифер Гудвин
- ДжиТи Нил
- Мэгги Кью

## Обзор сезонов
| Сезон | Сезон | Эпизоды | Дата показа   | Дата показа   | Рейтинг Нильсона | Рейтинг Нильсона       |
| Сезон | Сезон | Эпизоды | Премьера      | Финал         | Ранк             | Зрители США (миллионы) |
| ----- | ----- | ------- | ------------- | ------------- | ---------------- | ---------------------- |
|       | 1     | 10      | 9 января 2022 | 10 марта 2022 | 113              | 1.85                   |

## Список эпизодов

### Сезон 1 (2022)
| № общий | № в сезоне | Название                                                        | Режиссёр   | Автор сценария | Дата премьеры   | Зрители в США (млн) |
| ------- | ---------- | --------------------------------------------------------------- | ---------- | -------------- | --------------- | ------------------- |
| 1       | 1          | «Если бы она могла видеть нас сейчас» «If She Could See Us Now» | Неизвестно | Неизвестно     | 9 января 2022   | 2.43                |
| 2       | 2          | «Мой друг умер!» «My Friend Died!»                              | Неизвестно | Неизвестно     | 13 января 2022  | 1.02                |
| 3       | 3          | «Дающее дерево» «The Giving Tree»                               | Неизвестно | Неизвестно     | 20 января 2022  | 1.13                |
| 4       | 4          | «Ад на колесах» «Hell on Wheels»                                | Неизвестно | Неизвестно     | 27 января 2022  | 0.95                |
| 5       | 5          | «День "Д"» «D-Day»                                              | Неизвестно | Неизвестно     | 3 февраля 2022  | 1.21                |
| 6       | 6          | «Три звуковых сигнала» «The Three Bleepin' Bleeps»              | Неизвестно | Неизвестно     | 10 февраля 2022 | 1.07                |
| 7       | 7          | «Прыгай, детка» «Bounce, Baby»                                  | Неизвестно | Неизвестно     | 17 февраля 2022 | 1.05                |
| 8       | 8          | «Думпа-Ди Ду» «Doompa-Dee Doo»                                  | Неизвестно | Неизвестно     | 24 февраля 2022 | 0.81                |
| 9       | 9          | «Только фанаты» «Fans Only»                                     | Неизвестно | Неизвестно     | 3 марта 2022    | 0.74                |
| 10      | 10         | «Колин в коробке» «Coleen in a Box»                             | Неизвестно | Неизвестно     | 10 марта 2022   | 0.96                |

## Производство

### Разработка
6 февраля 2020 года FOX заказала пилотный эпизод. Сценарий был написан Лиз Астроф, а режиссёром выступил Тристрам Шапиро.

### Кастинг
21 апреля 2020 года Элиза Куп и Томми Дьюи получили главные роли. Марчелло Рейес также был указан в качестве основного актера. 20 мая 2020 года к основному составу присоединилась Джиннифер Гудвин. Джей Ти Нил стал постоянным участником сериала 17 сентября 2020 года, а Мэгги Кью 8 декабря 2020 года.